# AZ in het seizoen 2023/24 (vrouwen)
Het seizoen 2023/24 is het 5e jaar in het bestaan van het vrouwenelftal van het Alkmaarse AZ. De ploeg komt uit in de Eredivisie en neemt ook deel aan het toernooi om de KNVB Beker.

## Selectie en technische staf

### Selectie[1]
| Nr.             | Nat.               | Naam                 | Competitie  | Competitie  | Beker       | Beker       | Totaal      | Totaal      | Seizoen bij AZ | Vorige club   | Contract     |             |             |             |             |             |             |
| Nr.             | Nat.               | Naam                 | W           | Goal        | W           | Goal        | W           | Goal        | Seizoen bij AZ | Vorige club   | Contract     |             |             |             |             |             |             |
| Doelvrouwen     | Doelvrouwen        | Doelvrouwen          | Doelvrouwen | Doelvrouwen | Doelvrouwen | Doelvrouwen | Doelvrouwen | Doelvrouwen | Doelvrouwen    | Doelvrouwen   | Doelvrouwen  | Doelvrouwen | Doelvrouwen | Doelvrouwen | Doelvrouwen | Doelvrouwen | Doelvrouwen |
| --------------- | ------------------ | -------------------- | ----------- | ----------- | ----------- | ----------- | ----------- | ----------- | -------------- | ------------- | ------------ | ----------- | ----------- | ----------- | ----------- | ----------- | ----------- |
| 1               | Vlag van Nederland | Femke Liefting       | 20          | 0           | 1           | 0           | 21          | 0           | 1e             | VV Alkmaar    | 30 juni 2026 |             |             |             |             |             |             |
| 16              | Vlag van Nederland | Netty Booms          | 3           | 0           | 0           | 0           | 3           | 0           | 1e             | VV Alkmaar    | 30 juni 2027 |             |             |             |             |             |             |
| ?               | Vlag van Nederland | Justine Candel       | 0           | 0           | 0           | 0           | 0           | 0           | 1e             | Jeugd         | Contractloos |             |             |             |             |             |             |
| Verdedigsters   |                    |                      |             |             |             |             |             |             |                |               |              |             |             |             |             |             |             |
| 2               | Vlag van Nederland | Ginia Caprino        | 10          | 0           | 0           | 0           | 10          | 0           | 1e             | VV Alkmaar    | 30 juni 2024 |             |             |             |             |             |             |
| 3               | Vlag van Nederland | Djoeke de Ridder     | 7           | 0           | 1           | 0           | 8           | 0           | 1e             | Jeugd         | 30 juni 2025 |             |             |             |             |             |             |
| 4               | Vlag van Nederland | Karlijn Woons        | 22          | 0           | 1           | 0           | 23          | 0           | 1e             | VV Alkmaar    | 30 juni 2024 |             |             |             |             |             |             |
| 5               | Vlag van Nederland | Camie Mol            | 21          | 0           | 1           | 0           | 22          | 0           | 1e             | VV Alkmaar    | 30 juni 2024 |             |             |             |             |             |             |
| 12              | Vlag van Nederland | Robin Blom           | 17          | 0           | 1           | 0           | 18          | 0           | 1e             | VV Alkmaar    | 14 juni 2023 |             |             |             |             |             |             |
| 14              | Vlag van Nederland | Kim Smal             | 1           | 0           | 0           | 0           | 1           | 0           | 1e             | VV Alkmaar    | 30 juni 2024 |             |             |             |             |             |             |
| 15              | Vlag van Nederland | Pleun Groot          | 1           | 1           | 0           | 0           | 1           | 0           | 1e             | Jeugd         | Contractloos |             |             |             |             |             |             |
| 21              | Vlag van Nederland | Desiree van Lunteren | 21          | 9           | 1           | 0           | 22          | 9           | 3e             | PSV           | 30 juni 2025 |             |             |             |             |             |             |
| 23              | Vlag van Nederland | Maudy Stoop          | 22          | 1           | 0           | 0           | 22          | 1           | 1e             | VV Alkmaar    | 30 juni 2024 |             |             |             |             |             |             |
| 25              | Vlag van Nederland | Yaël Mollink         | 11          | 0           | 1           | 0           | 12          | 0           | 1e             | VV Alkmaar    | 30 juni 2024 |             |             |             |             |             |             |
| Middenveldsters |                    |                      |             |             |             |             |             |             |                |               |              |             |             |             |             |             |             |
| 6               | Vlag van Nederland | Isa Colin            | 22          | 0           | 1           | 0           | 23          | 0           | 1e             | VV Alkmaar    | 30 juni 2024 |             |             |             |             |             |             |
| 8               | Vlag van Nederland | Manique de Vette     | 20          | 1           | 1           | 0           | 21          | 1           | 1e             | VV Alkmaar    | 30 juni 2024 |             |             |             |             |             |             |
| 10              | Vlag van Suriname  | Amy Banarsie         | 0           | 0           | 0           | 0           | 0           | 0           | 1e             | VV Alkmaar    | 30 juni 2024 |             |             |             |             |             |             |
| 17              | Vlag van Nederland | Ilvy Zijp            | 1           | 0           | 0           | 0           | 1           | 0           | 1e             | VV Alkmaar    | 30 juni 2024 |             |             |             |             |             |             |
| 20              | Vlag van Nederland | Mirte van Bentum     | 16          | 0           | 0           | 0           | 16          | 0           | 1e             | VV Alkmaar    | 30 juni 2027 |             |             |             |             |             |             |
| 22              | Vlag van Nederland | Bo op de Weegh       | 18          | 0           | 1           | 0           | 19          | 0           | 1e             | Jeugd         | 30 juni 2025 |             |             |             |             |             |             |
| 24              | Vlag van Nederland | Annemiek Kruijthof   | 17          | 0           | 0           | 0           | 17          | 0           | 1e             | Telstar       | 30 juni 2024 |             |             |             |             |             |             |
| Aanvalsters     |                    |                      |             |             |             |             |             |             |                |               |              |             |             |             |             |             |             |
| 7               | Vlag van Nederland | Veerle van der Most  | 19          | 1           | 1           | 0           | 20          | 1           | 1e             | VV Alkmaar    | 30 juni 2024 |             |             |             |             |             |             |
| 9               | Vlag van Nederland | Floor Spaan          | 21          | 11          | 1           | 0           | 22          | 11          | 1e             | VV Alkmaar    | 30 juni 2024 |             |             |             |             |             |             |
| 11              | Vlag van Nederland | Isa Dekker           | 19          | 2           | 1           | 0           | 20          | 2           | 1e             | Standard Luik | 30 juni 2024 |             |             |             |             |             |             |
| 18              | Vlag van Marokko   | Romaissa Boukakar    | 21          | 3           | 1           | 0           | 22          | 3           | 1e             | Jeugd         | 30 juni 2025 |             |             |             |             |             |             |
| 19              | Vlag van Nederland | Sanne Peereboom      | 10          | 0           | 0           | 0           | 10          | 0           | 1e             | VV Alkmaar    | Contractloos |             |             |             |             |             |             |
| Nr.             | Nat.               | Naam                 | W           | Goal        | W           | Goal        | W           | Goal        | Seizoen bij AZ | Vorige club   | Contract     |             |             |             |             |             |             |
| Nr.             | Nat.               | Naam                 | Competitie  | Competitie  | Beker       | Beker       | Totaal      | Totaal      | Seizoen bij AZ | Vorige club   | Contract     |             |             |             |             |             |             |

### Legenda
| # | Reden                                          |
| - | ---------------------------------------------- |
|   | Heeft de club in het lopende seizoen verlaten. |

### Staf
| Naam            | Nationaliteit | Functie      | Sinds | Contract | Vorige club |
| --------------- | ------------- | ------------ | ----- | -------- | ----------- |
| Technische Staf |               |              |       |          |             |
| Mark de Vries   | Nederland     | Hoofdtrainer | 2023  | 2024     | VV Alkmaar  |
| Medische Staf   |               |              |       |          |             |
|                 |               |              |       |          |             |
| Overige Staf    |               |              |       |          |             |
|                 |               |              |       |          |             |

## Transfers

### Zomer[18]

#### Aangetrokken 2023/24
| Nat.               | Naam                 | Van           | Contract     | Bijzonderheden |
| ------------------ | -------------------- | ------------- | ------------ | -------------- |
| Vlag van Nederland | Isa Dekker           | Standard Luik | 30 juni 2025 |                |
| Vlag van Nederland | Annemiek Kruijthof   | Telstar       | 30 juni 2024 |                |
| Vlag van Nederland | Desiree van Lunteren | Clubloos      | 30 juni 2024 |                |

#### Vertrokken 2023/24[21]
| Nat.               | Naam                   | Naar             | Bijzonderheden |
| ------------------ | ---------------------- | ---------------- | -------------- |
| Vlag van Nederland | Hannah Flapper         | RKVV DSS         |                |
| Vlag van Nederland | Jasmijn van der Heijde | Sc Heerenveen    |                |
| Vlag van Nederland | Puck Louwes            | FC Utrecht       |                |
| Vlag van Nederland | Elfi Maass             | KAA Gent         |                |
| Vlag van Nederland | Isabelle Nottet        | Telstar          |                |
| Vlag van Nederland | Kim Remijnse           | Telstar          |                |
| Vlag van Turkije   | Elanur Polat           | Sparta Rotterdam |                |
| Vlag van Nederland | Judith Roosjen         | FC Utrecht       |                |

### Winter

#### Aangetrokken 2023/24
| Nat. | Naam | Van | Bijzonderheden |
| ---- | ---- | --- | -------------- |
|      |      |     |                |

#### Vertrokken 2023/24
| Nat. | Naam | Naar | Bijzonderheden |
| ---- | ---- | ---- | -------------- |
|      |      |      |                |

## Wedstrijdstatistieken

### Oefenwedstrijden
| Oefenwedstrijd 1                                                                    | AZ | 0 – 2                       | Excelsior Rotterdam                    | Opstelling AZ |
| 11 augustus 2023 Aanvangstijd: 16.00 uur Plaats: Wijdewormer AFAS Trainingscomplex  | | Wedstrijdverslag            | Sabrine Ellouzi Wendy Balfoort         | Onbekend |
| Oefenwedstrijd 2                                                                    | SV Saestum | Onbekend                    | AZ                                     | Opstelling AZ |
| 11 augustus 2023 Aanvangstijd: 19.00 uur Plaats: Saestum Sportpark Saestum          | |                             |                                        | Onbekend |
| Oefenwedstrijd 3                                                                    | FC Utrecht | 2 – 2 (1 – 0)               | AZ                                     | Opstelling FC Utrecht |
| 18 augustus 2023 Aanvangstijd: 18.30 uur Plaats: Utrecht Sportcomplex Zoudenbalch   | Judith Roosjen 2' Gera op den Kelder 77'                                                                            | Wedstrijdverslag            | 60' 88'                                | Onbekend |
| Oefenwedstrijd 4                                                                    | AZ | Onbekend                    | Volenwijckers JO17                     | Opstelling AZ |
| 22 augustus 2023 Aanvangstijd: Onbekend Plaats: Onbekend                            | |                             |                                        | Onbekend |
| Oefenwedstrijd 5                                                                    | AZ | Onbekend                    | RKV DSS VR1                            | Opstelling AZ |
| 25 augustus 2023 Aanvangstijd: 19.30 uur Plaats: Wijdewormer AFAS Trainingscomplex  | |                             |                                        | Onbekend |
| Oefenwedstrijd 6                                                                    | Sc Heerenveen | 4 - 0                       | AZ                                     | Opstelling AZ |
| 2 september 2023 Aanvangstijd: 14.30 uur Plaats: Heerenveen Sportpark Skoatterwald  | Onbekend |                             |                                        | Onbekend |
| Oefenwedstrijd 7                                                                    | AZ | 3 – 3 (3 – 1)               | Sparta Rotterdam                       | Opstelling AZ |
| 22 september 2023 Aanvangstijd: 19.30 uur Plaats: Wijdewormer AFAS Trainingscomplex | Veerle van der Most Romaissa Boukakar                                                                               |                             | Lieke Goos Annick van Boxtel           | Booms, Caprino, Woons, van der Most, Blom, Boubakar, Peereboom, Op de Weegh, M. Stoop, Kruijthof, Mollink Wissels: Mol, De Vette, Spaan, Smal, Van Bentum, D. Stoop, Candel, Búadottir                                |
| Oefenwedstrijd 8                                                                    | AZ | 3 – 2                       | Ter Leede                              | Opstelling AZ |
| 24 oktober 2023 Aanvangstijd: 20.00 uur Plaats: Wijdewormer AFAS Trainingscomplex   | |                             |                                        | Onbekend |
| Oefenwedstrijd 9                                                                    | FC Utrecht | 6 – 0                       | AZ                                     | Opstelling AZ |
| 1 december 2023 Aanvangstijd: 11.00 uur Plaats: Utrecht Sportcomplex Zoudenbalch    | Dieke van Straten Elisha Kruize Judith Roosjen Sophie Cobussen                                                      |                             |                                        | Onbekend |
| Oefenwedstrijd 10                                                                   | PSV | 1 – 1                       | AZ                                     | Opstelling AZ |
| 11 januari 2024 Aanvangstijd: 17.30 uur Plaats: Eindhoven PSV Campus De Herdgang    | Onbekend | Wedstrijdverslag            | 103' Mirte van Bentum                  | Onbekend |
| Oefenwedstrijd 11                                                                   | AZ | 8 – 0 (4 - 0)               | CVV Oranje Nassau V1                   | Opstelling AZ |
| 14 januari 2024 Aanvangstijd: Onbekend Plaats: Wijdewormer Sportpark Kalverhoek     | Manique de Vette 16' Desiree van Lunteren 29', 33', 67', 70' Bo op de Weegh 40' Mirte van Bentum 60' Isa Dekker 89' | Wedstrijdverslag[dode link] |                                        | Onbekend |
| Oefenwedstrijd 11                                                                   | AZ | 3 – 1 (1 - 0)               | SV Saestum V1                          | Opstelling AZ |
| 8 februari 2024 Aanvangstijd: Onbekend Plaats: Wijdewormer Sportpark Kalverhoek     | Sanne Peereboom 23' Kim Smal Lieke Apeldoorn                                                                        | Wedstrijdverslag            | Onbekend                               | Booms; D. Stoop, Kruijthof, De Ridder, De Jonge ( 46' Maatman); Mollink ( 61' Vader), Peereboom ( 61' Apeldoorn), Smal; Op de Weegh ( 46' Macleane), Van der Most, Dekker                                             |
| Oefenwedstrijd 12                                                                   | AZ | 1 – 2 (0 - 1)               | Feyenoord                              | Opstelling AZ |
| 23 februari 2024 Aanvangstijd: Onbekend Plaats: Wijdewormer AFAS Trainingscomplex   | Manique de Vette 50'                                                                                                | Wedstrijdverslag            | 23', 81' Sanne Koopman                 | Candel; Mol ( 46' Blom), M. Stoop, De Ridder ( 63' Macleane), Smal ( 63' Dekker); Kruijthof ( 80' Colin), Van Lunteren), Colin ( 46' Van Bentum); Mollink, Peereboom ( 36' De Vette), Op de Weegh ( 63' Van der Most) |
| Oefenwedstrijd 13                                                                   | PEC Zwolle | 1 – 2 (0 - 1)               | AZ                                     | Opstelling AZ |
| 5 april 2024 Aanvangstijd: Onbekend Plaats: Zwolle Sportpark de Vegtlust            | Onbekend | Wedstrijdverslag            | Desiree van Lunteren Romaissa Boukakar | Onbekend |
| Oefenwedstrijd 14                                                                   | AZ | 2 – 1 (1 – 0)               | FC Utrecht                             | Opstelling AZ |
| 12 april 2024 Aanvangstijd: 11:00 uur Plaats: Wijdewormer AFAS Trainingscomplex     | Floor Spaan Ginia Caprino                                                                                           | Wedstrijdverslag            | Sam de Jong                            | Onbekend |
| Oefenwedstrijd 15                                                                   | ADO Den Haag | 2 – 0                       | AZ                                     | Opstelling AZ |
| 17 mei 2024 Aanvangstijd: Onbekend Plaats: Rijswijk Sportpark Prinses Irene         | Anne van Egmond Vanessa Susanna                                                                                     |                             |                                        | Onbekend |

### Eredivisie
|       | ADO Den Haag | Ajax  | Excelsior | Feyenoord | Fortuna Sittard | sc Heerenveen | PEC Zwolle | PSV   | Telstar | FC Twente | FC Utrecht |
| ----- | ------------ | ----- | --------- | --------- | --------------- | ------------- | ---------- | ----- | ------- | --------- | ---------- |
| Thuis | 2 – 4        | 1 – 2 | 1 – 1     | 1 – 2     | 1 – 0           | 1 – 2         | 1 – 1      | 3 – 3 | 0 – 1   | 2 – 2     | 0 – 0      |
| Uit   | 2 – 0        | 3 – 0 | 1 – 2     | 2 – 1     | 0 – 1           | 0 – 1         | 1 – 0      | 5 – 1 | 2 – 6   | 2 – 1     | 2 – 2      |

| Speelronde 1                                                                                  | AZ                                                                                             | 1 – 1 (0 – 0)               | Excelsior Rotterdam                                                                                          | Opstelling AZ |
| 8 september 2023 Aanvangstijd: 19.30 uur Plaats: Wijdewormer AFAS Trainingscomplex            | Ginia Caprino 77' Floor Spaan 80' Maudy Stoop 85'                                              | Wedstrijdverslag[dode link] | 90+6' (e.d.) Femke Liefting                                                                                  | Liefting, Mollink, Woons, Blom, Caprino, Stoop, Colin, Dekker, Spaan ( 90+2' Groot), Op De Weegh ( 74' van Lunteren), van der Most ( 74' Boubakar)                                                           |
| Speelronde 2                                                                                  | Sc Heerenveen                                                                                  | 0 – 1 (0 – 0)               | AZ | Opstelling AZ |
| 15 september 2023 Aanvangstijd: 19.30 uur Plaats: Heerenveen Sportpark Skoatterwald           | Tara Kommer 47'                                                                                | Wedstrijdverslag            | 67' Floor Spaan 70' Karlijn Woons 83' Camie Mol 90+3' Bo op de Weegh                                         | Liefting, Mollink, Woons, de Ridder, Caprino, Stoop ( 81' van Bentum), Colin, Spaan ( 90+2' Peereboom), Isa Dekker ( 75' Mol), Boukakar ( 72' Op de Weegh), Kruijthof                                        |
| Speelronde 3                                                                                  | PSV                                                                                            | 5 – 1 (5 – 0)               | AZ | Opstelling AZ |
| 1 oktober 2023 Aanvangstijd: 12.15 uur Plaats: Eindhoven PSV Campus De Herdgang               | Joëlle Smits 12', 28', 35' Karlijn Woons 23' (e.d.) Nina Nijstad 42'                           | Wedstrijdverslag[dode link] | 78' Romaissa Boukakar                                                                                        | Liefting, Mollink, de Ridder ( 56' Blom), Woons, Caprino ( 46' Mol), Kruijthof, Stoop, Dekker ( 80' van Lunteren), Colin ( 63' de Vette), Spaan ( 46' van der Most), Boukakar                                |
| Speelronde 5                                                                                  | AZ                                                                                             | 0 – 1 (0 – 0)               | Telstar | Opstelling AZ |
| 13 oktober 2023 Aanvangstijd: 19.30 uur Plaats: Wijdewormer AFAS Trainingscomplex             | Yaël Mollink 36' Isa Colin 45+1' Karlijn Woons 58'                                             | Wedstrijdverslag            | 45+1' 65' Jannette van Belen                                                                                 | Liefting, Mollink, Van Lunteren ( 63' Van der Most), Woons, Mol ( 76' Caprino), De Vette ( 63' Kruijthot), Stoop, Dekker, Colin ( 83' Peereboom), Boukakar, Spaan ( 76' Op de Weegh)                         |
| Speelronde 6                                                                                  | PEC Zwolle                                                                                     | 1 – 0 (0 – 0)               | AZ | Opstelling AZ |
| 20 oktober 2023 Aanvangstijd: 19.30 uur Plaats: Zwolle MAC³PARK stadion                       | Nayomi Buikema 62' Mayke Lindner 89' Bo van Egmond 90+5'                                       | Wedstrijdverslag            | 42' Desiree van Lunteren                                                                                     | Liefting, Caprino, Van Lunteren ( 86' Van Bentum), Woons, Mol, De Vette ( 86' Kruijthof), Stoop, Van der Most ( 58' Op de Weegh), Colin, Boukakar ( 76' Peereboom), Spaan ( 86' Mollink)                     |
| Speelronde 7                                                                                  | AZ                                                                                             | 2 – 4 (0 – 2)               | ADO Den Haag                                                                                                 | Opstelling AZ |
| 5 november 2023 Aanvangstijd: 14.00 uur Plaats: Wijdewormer Sportpark Kalverhoek              | Mirte van Bentum 37' Camie Mol 47' Isa Colin 65' Desiree van Lunteren 83' Floor Spaan 89'      | Wedstrijdverslag[dode link] | 30' Lobke Loonen 39' Manon van Raay 42' Louise van Oosten 55' (e.d.) Desiree van Lunteren 76' Kayra Nelemans | Liefting, Caprino, Van Lunteren, Stoop, Mol ( 86' Mollink), Woons, Colin ( 86' Kruijthof), Van Bentum ( 63' De Vette), Van der Most ( 46' Dekker), Boukakar ( 46' Op de Weegh), Spaan                        |
| Speelronde 8                                                                                  | Feyenoord                                                                                      | 2 – 1 (1 – 0)               | AZ | Opstelling AZ |
| 12 november 2023 Aanvangstijd: 12.15 uur Plaats: Rotterdam Sportcomplex Varkenoord            | Jada Conijnenberg 17' Esmee de Graaf 53' 90+5'                                                 | Wedstrijdverslag            | 78' Veerle van der Most                                                                                      | Liefting, Caprino ( 83' Blom), Van Lunteren, Stoop, Mol, Woons, Colin, Van Bentum ( 77' Kruijthof), De Vette ( 62' Op de Weegh), Dekker ( 62' Van der Most), Spaan                                           |
| Speelronde 9                                                                                  | FC Utrecht                                                                                     | 2 – 2 (0 – 1)               | AZ | Opstelling AZ |
| 18 november 2023 Aanvangstijd: 14.00 uur Plaats: Utrecht Sportcomplex Zoudenbalch             | Eshly Bakker 50' Femke Prins 58'                                                               | Wedstrijdverslag[dode link] | 1', 64' Floor Spaan 67' Veerle van der Most 78' Annemiek Kruijthof 89' Sanne Peereboom 90+4' Maudy Stoop     | Liefting, Caprino, Woons, Stoop, Mol, Van Bentum ( 59' Kruijthof), De Vette ( 76' Boukakar), Colin ( 46' Op de Weegh), Dekker ( 59' Van der Most), Van Lunteren, Spaan ( 76' Peereboom)                      |
| Speelronde 10                                                                                 | AZ                                                                                             | 1 – 2 (0 – 0)               | AFC Ajax | Opstelling AZ |
| 26 november 2023 Aanvangstijd: 12.15 uur Plaats: Wijdewormer Sportcomplex Kalverhoek          | Floor Spaan 49'                                                                                | Wedstrijdverslag            | 47' Daliyah de Klonia 56' Lily Yohannes                                                                      | Liefting, Caprino ( 75' Blom), Woons, Stoop, Mol, Van Bentum ( 67' Boukakar), De Vette, Colin ( 75' Van der Most), Dekker ( 67' Op de Weegh), Van Lunteren, Spaan ( 89' Kruijthof)                           |
| Speelronde 11                                                                                 | FC Twente                                                                                      | 2 – 1 (2 – 0)               | AZ | Opstelling AZ |
| 10 december 2023 Aanvangstijd: 16.45 uur Plaats: Enschede Sportpark Schreurserve              | Taylor Ziemer 11' 90+2' Marit Auée 24'                                                         | Wedstrijdverslag[dode link] | 75' Veerle van der Most 88' Desiree van Lunteren 90+6' Karlijn Woons                                         | Liefting, Blom, Woons, Stoop, Mol, Van Bentum ( 69' Colin), Van Lunteren, De Vette ( 79' Kruijthof), Dekker ( 68' Van der Most), Spaan ( 88' Peereboom), Op de Weegh ( 69' Boukakar)                         |
| Speelronde 4 (inhaalduel)                                                                     | AZ                                                                                             | 1 – 0 (0 – 0)               | Fortuna Sittard                                                                                              | Opstelling AZ |
| 15 december 2023 Aanvangstijd: 19.30 uur Plaats: Wijdewormer Sportcomplex Kalverhoek          | Floor Spaan 77' Robin Blom 89'                                                                 | Wedstrijdverslag            | 74' Samantha van Diemen                                                                                      | Liefting, Blom, Stoop, Woons, Mol, Colin, Van Lunteren, De Vette, Dekker ( 60' Boukakar), Spaan, Op de Weegh ( 73' Van Bentum)                                                                               |
| Speelronde 12                                                                                 | AZ                                                                                             | 1 – 1 (0 – 0)               | PEC Zwolle                                                                                                   | Opstelling AZ |
| 21 januari 2024 Aanvangstijd: 12.15 uur Plaats: Wijdewormer Sportcomplex Kalverhoek           | Desiree van Lunteren 70'                                                                       | Wedstrijdverslag            | 69' Evi Maatman                                                                                              | Liefting, Blom, Stoop, Woons, Mol, Op de Weegh ( 9' Van Bentum), Colin ( 86' Van der Most), De Vette ( 86' Kruijthof), Boukakar ( 61' Dekker), Van Lunteren, Spaan                                           |
| Speelronde 13                                                                                 | Excelsior                                                                                      | 1 – 2 (0 – 1)               | AZ | Opstelling AZ |
| 28 januari 2024 Aanvangstijd: 16.45 uur Plaats: Krimpen aan de IJssel Sportpark Waalplantsoen | Kimberley Smit 82'                                                                             | Wedstrijdverslag            | 6' Desiree van Lunteren 33' Camie Mol 62' Romaissa Boukakar 90+1' Robin Blom 90+1' Isa Colin                 | Liefting, Blom ( 90' Mollink), Stoop, Woons, Mol, De Vette, Op de Weegh ( 46' Dekker), Colin, Boukakar ( 76' Van der Most), Van Lunteren, Spaan ( 85' Van Bentum)                                            |
| Speelronde 14                                                                                 | AZ                                                                                             | 1 – 2 (1 – 1)               | Feyenoord | Opstelling AZ |
| 4 februari 2024 Aanvangstijd: 12.15 uur Plaats: Wijdewormer Sportpark Kalverhoek              | Desiree van Lunteren 3' Romaissa Boukakar 49' Isa Colin 59'                                    | Wedstrijdverslag            | 20' Sanne Koopman 55' (e.d.) Femke Liefting                                                                  | Liefting, Blom, Stoop, Woons ( 85' Kruithof), Mol, De Vette, Op de Weegh ( 56' Van Bentum), Colin ( 75' Van der Most), Boukakar ( 56' Dekker), Van Lunteren, Spaan                                           |
| Speelronde 15                                                                                 | ADO Den Haag                                                                                   | 2 – 0 (1 – 0)               | AZ | Opstelling AZ |
| 10 februari 2024 Aanvangstijd: 14.00 uur Plaats: Den Haag Bingoal Stadion                     | Lobke Loonen 29' Nikki IJzerman 74' Shanique Dessing 75' Daniëlle Noordermeer 84'              | Wedstrijdverslag            | Desiree van Lunteren                                                                                         | Liefting, Blom ( 63' Smal), Stoop, Woons, Mol, De Vette, Op de Weegh ( 46' Van der Most), Colin ( 78' Peereboom), Boukakar ( 46' Dekker), Van Lunteren, Spaan ( 46' Kruijthof)                               |
| Speelronde 16                                                                                 | AZ                                                                                             | 0 – 0 (0 – 0)               | FC Utrecht                                                                                                   | Opstelling AZ |
| 3 maart 2024 Aanvangstijd: 14.30 uur Plaats: Wijdewormer AFAS Trainingscomplex                | Manique de Vette 15' Annemiek Kruijthof 43' Desiree van Lunteren 90'                           | Wedstrijdverslag            | 57' Lena Mahieu                                                                                              | Liefting, Blom, Stoop, Woons, Mol, De Vette ( 70' Van Bentum), Kruijthof ( 70' Op de Weegh), Colin, Boukakar ( 85' Peereboom), Spaan ( 85' Mollink), Van Lunteren                                            |
| Speelronde 17                                                                                 | Fortuna Sittard                                                                                | 0 – 1 (0 – 0)               | AZ | Opstelling AZ |
| 9 maart 2024 Aanvangstijd: 16.30 uur Plaats: Sittard Fortuna Sittard Stadion                  | Hildur Antonsdóttir 19'                                                                        | Wedstrijdverslag            | 76' Floor Spaan                                                                                              | Liefting, Blom, Stoop, Woons, Mol, De Vette, Van Bentum ( 69' Op de Weegh), Colin, Boukakar ( 69' Van der Most), Spaan ( 86' De Ridder), Van Lunteren ( 90+' Kruijthof)                                      |
| Speelronde 18                                                                                 | AZ                                                                                             | 2 – 2 (1 – 2)               | FC Twente | Opstelling AZ |
| 23 maart 2024 Aanvangstijd: 16.30 uur Plaats: Alkmaar AFAS Stadion                            | Floor Spaan 4' Isa Dekker 85'                                                                  | Wedstrijdverslag            | 8' (e.d.) Camie Mol 22' Ella Peddemors                                                                       | Liefting, Blom ( 81' Mollink), Stoop, Woons ( 81' De Ridder), Mol, De Vette, Van Lunteren, Colin, Van der Most ( 62' Van Bentum), Spaan ( 90+1' Op de Weegh), Boukakar ( 61' Dekker)                         |
| Speelronde 19                                                                                 | AZ                                                                                             | 3 – 3 (0 – 2)               | PSV | Opstelling AZ |
| 31 maart 2024 Aanvangstijd: 12.15 uur Plaats: Wijdewormer AFAS Trainingscomplex               | Desiree van Lunteren 51' Mirte van Bentum 68' Maudy Stoop 82' Isa Dekker 90' Floor Spaan 90+3' | Wedstrijdverslag            | 20', 85' Indiah-Paige Riley 45+2' Joëlle Smits                                                               | Liefting, Blom, Stoop, Woons ( 46' Dekker), Mol, De Vette ( 45+' Van Bentum), Van Lunteren, Colin, Van der Most ( 46' De Ridder), Spaan, Boukakar ( 76' Mollink)                                             |
| Speelronde 20                                                                                 | Ajax                                                                                           | 3 – 0 (1 – 0)               | AZ | Opstelling AZ |
| 25 april 2024 Aanvangstijd: 19.30 uur Plaats: Amsterdam Sportpark De Toekomst                 | Romée Leuchter 18', 55' Danique Tolhoek 79'                                                    | Wedstrijdverslag            | 45+1' Veerle van der Most 49' Romaissa Boukakar 68' Manique de Vette 72' Yaël Mollink                        | Liefting ( 9' Booms), Blom ( 74' Woons), De Ridder, Stoop, Mol, Colin ( 9' Van Bentum) ( 46' Dekker), Van Lunteren ( 74' Peereboon), De Vette, Boukakar ( 58' Mollink), Spaan, Van der Most ( 46' Kruijthof) |
| Speelronde 21                                                                                 | Telstar                                                                                        | 2 – 6 (1 – 3)               | AZ | Opstelling AZ |
| 1 mei 2024 Aanvangstijd: 18.45 uur Plaats: Velsen-Zuid 711 Stadion                            | Isa Gomez Isabelle Nottet 23' Djoeke de Ridder 65' (e.d.) Tess Tiebie 88'                      | Wedstrijdverslag            | 12' (pen.) Desiree van Lunteren 28' Floor Spaan 60' Manique de Vette 72' Isa Dekker 90+4' Sanne Peereboom    | Booms, Mol, De Ridder, Stoop ( 65' Woons), Blom ( 81' Caprino), Colin, Van Lunteren, De Vette ( 65' Kruijthof), Boukakar, Spaan ( 65' Dekker), Van der Most ( 72' Peereboom)                                 |
| Speelronde 22                                                                                 | AZ                                                                                             | 1 – 2 (0 – 0)               | sc Heerenveen                                                                                                | Opstelling AZ |
| 11 mei 2024 Aanvangstijd: 16.30 uur Plaats: Wijdewormer AFAS Trainingscomplex                 | Romaissa Boukakar 54'                                                                          | Wedstrijdverslag            | 67' Dewi Snippe 69' Ana Nassette 90+6' Demi Werther                                                          | Booms, Blom, Stoop, De Ridder ( 76' Woons), Mol, Colin, Van Lunteren, De Vette ( 82' Kruijthof), Dekker ( 67' Zijp), Van der Most ( 66' Op de Weegh), Boukakar ( 67' Peereboom)                              |

### KNVB Beker
| Achtste Finales                                                                      | AZ | 0 – 4 (0 – 2)    | FC Twente                                                       | Opstelling AZ |
| 16 februari 2024 Aanvangstijd: 19:30 uur Plaats: Wijdewormer Sportcomplex Kalverhoek |    | Wedstrijdverslag | 20', 44' Renate Jansen 61' Liz Rijsbergen 85' Eva Oude Elberink | Liefting, Blom, De Ridder, Woons, Mol, Colin, Van Lunteren, De Vette), Mollink ( 63' Van der Most), Spaan ( 81' Dekker), Boukakar ( 63' Op de Weegh) |

## Statistieken AZ 2023/24

### Tussenstand AZ in de Nederlandse Eredivisie Vrouwen 2023/24
| Stand | Gespeeld | Gewonnen | Gelijk | Verloren | Punten | Doelpunten voor | Doelpunten tegen | Gele kaarten | Rode kaarten |
| ----- | -------- | -------- | ------ | -------- | ------ | --------------- | ---------------- | ------------ | ------------ |
| 9e    | 22       | 5        | 6      | 11       | 21     | 28              | 38               | 34           | 0            |

### Topscorers
| #              | Naam                 | Goal |
| -------------- | -------------------- | ---- |
| 1.             | Floor Spaan          | 11   |
| 2.             | Desiree van Lunteren | 9    |
| 3.             | Romaissa Boukakar    | 3    |
| 4.             | Isa Dekker           | 2    |
| 5.             | Manique de Vette     | 1    |
| 5.             | Maudy Stoop          | 1    |
| 5.             | Veerle van der Most  | 1    |
| Eigen doelpunt |                      |      |
|                |                      |      |
| Totaal         | Totaal               | 28   |

| #      | Naam   | Goal |
| ------ | ------ | ---- |
| 1.     | Geen   |      |
| Totaal | Totaal | 0    |

| #      | Naam                 | Goal |
| ------ | -------------------- | ---- |
| 1.     | Desiree van Lunteren | 5    |
| 2.     | Romaissa Boukakar    | 3    |
| 3.     | Mirte van Bentum     | 2    |
| 3.     | Manique de Vette     | 2    |
| 5.     | Lieke Apeldoorn      | 1    |
| 5.     | Ginia Caprino        | 1    |
| 5.     | Isa Dekker           | 1    |
| 5.     | Sanne Peereboom      | 1    |
| 5.     | Kim Smal             | 1    |
| 5.     | Floor Spaan          | 1    |
| 5.     | Veerle van der Most  | 1    |
| 5.     | Bo op de Weegh       | 1    |
|        | Onbekend             | 5    |
| Totaal | Totaal               | 25   |

### Kaarten
| #      | Naam                 | Kreeg geel |
| ------ | -------------------- | ---------- |
| 1.     | Isa Colin            | 4          |
| 2.     | Camie Mol            | 3          |
| 2.     | Veerle van der Most  | 3          |
| 2.     | Karlijn Woons        | 3          |
| 5.     | Mirte van Bentum     | 2          |
| 5.     | Romaissa Boukakar    | 2          |
| 5.     | Robin Blom           | 2          |
| 5.     | Annemiek Kruijthof   | 2          |
| 5.     | Desiree van Lunteren | 2          |
| 5.     | Yaël Mollink         | 2          |
| 5.     | Sanne Peereboom      | 2          |
| 5.     | Maudy Stoop          | 2          |
| 5.     | Manique de Vette     | 2          |
| 14.    | Isa Dekker           | 1          |
| 14.    | Ginia Caprino        | 1          |
| 14.    | Bo op de Weegh       | 1          |
| Totaal | Totaal               | 33         |

| #      | Naam   | Kreeg voor de tweede keer geel en dus rood |
| ------ | ------ | ------------------------------------------ |
| –      |        | 0                                          |
| Totaal | Totaal | 0                                          |

| #      | Naam | Weggestuurd |
| ------ | ---- | ----------- |
| 1.     |      |             |
| Totaal |      |             |